# Syllepte patagialis
Syllepte patagialis là một loài bướm đêm trong họ Crambidae.